# نخل بالاكا
نخل بالاكا أو بالاكا (الاسم العلمي: Balaka)، جنس نخيل يتكون من 9 أنواع من فصيلة النخلية. توجد سبعة أنواع منه في جزر فيجي ونوعين في ساموا.